# Rjavka
Rjavka (en rus: Ржавка) és un poble de l'óblast d'Orenburg, a Rússia, segons el cens del 2010 tenia 246 habitants, pertany al municipi de Mustàievo.